# جری ساندرز
جری ساندرز، (به انگلیسی: Jerry Sanders) (زاده ۱۲ سپتامبر ۱۹۳۶) کارآفرین، بازرگان و مدیر ارشد اجرایی آمریکایی است، که در سال ۱۹۶۹ شرکت ای‌ام‌دی را تأسیس نمود.